# Kristina Erman
Kristina Erman (Celje, 28 juni 1993) is een Sloveens voetbalster die sinds 2017 uitkomt voor PSV/FC Eindhoven.
Sinds 2011 speelt Erman ook in het nationale vrouwenteam van Slovenië, en voor Slovenië O19. 
In 2011 speelde ze in de kwalificatie voor de Europees kampioenschap voetbal vrouwen onder 19, waarvoor Slovenië zich niet wist te plaatsen.

## Statistieken
| Seizoen | Club               | Land      | Competitie | Wedstrijden | Doelpunten |
| ------- | ------------------ | --------- | ---------- | ----------- | ---------- |
| 2013/14 | Torres Calcio      | Italië    |            | 3           |            |
| 2014/15 | Riviera di Romagna | Italië    |            | 22          | 2          |
| 2015/16 | FC Twente          | Nederland | Eredivisie | 13          |            |
| 2016/17 | FC Twente          | Nederland | Eredivisie | 8           |            |
| 2017/18 | PSV                | Nederland | Eredivisie | 21          | 2          |
| 2018/19 | PSV                | Nederland | Eredivisie | 10          | 0          |
| 2020    | Arna-Bjørnar       | Noorwegen | TOP        | 13          | 2          |
| 2021    | IBV                | IJsland   | URV        | 4           | 0          |
| Totaal  | Totaal             | Totaal    | Totaal     | 117         | 6          |

Bijgewerkt op november 2021